# بيرت موريسون
بيرت موريسون هو لاعب هوكي الجليد كندي، ولد في 10 يناير 1880 في تورونتو في كندا، وتوفي في 23 أبريل 1969.